# Matthaeus Pipelare
Matthaeus Pipelare (Louvain, ca. 1450 – ca. 1515) foi um compositor franco-flamengo, diretor de coro e provavelmente,  instrumentista de sopro do Renascimento.
Ele era de Louvain, e passou parte de sua juventude em Antuérpia. Diferentemente de seus contemporâneos, muitos dos quais viajaram para a Itália, Espanha, ou outros lugares, ele parece nunca ter saído dos Países Baixos. Na primavera de 1498, tornou-se diretor do coro da Ilustre Confraria de Nossa Senhora em 's-Hertogenbosch, uma posição que ocupou até 1500. De seu sobrenome, presume-se que ele, ou talvez seu pai, fosse um instrumentista de sopro, por exemplo, de uma flauta.
O estilo de Pipelare era bem diversificado; escreveu em quase todas as formas vocais usuais da época: missas, motetos, canções seculares, em todos os idiomas locais. Nenhum registro de música instrumental chegou até nossos dias.
Escreveu onze missas completas, que chegaram aos tempos modernos (apesar de muitos manuscritos terem sido destruídos na Segunda Guerra Mundial), bem como dez motetos, e oito canções; as canções têm letras em francês e em neerlandês. Uma das missas é para quatro vozes cantus firmus, um arranjo de L'homme armé, um estilo que já era antiquado para a época em que ela foi escrita; o tom muda de voz para voz, mas é geralmente para a de tenor. Sua Missa Fors seulement é baseada em sua própria canção, que ele usou como o cantus firmus. Memorare Mater Christi é um moteto de sete partes sobre as tristezas da Virgem Maria; cada uma das sete vozes representa uma dolor diferente. As progressões e os ritmos sincopados são as características de sua música.

## Discografia
- "Matthaeus Pipelare: Missa "L'homme armé"; Chansons; Motets", Huelgas Ensemble (Paul van Nevel), Sony